# Chrysodeixis celebensis
Chrysodeixis celebensis är en fjärilsart som beskrevs av Claude Dufay 1974. Chrysodeixis celebensis ingår i släktet Chrysodeixis och familjen nattflyn. Inga underarter finns listade i Catalogue of Life.